# استر، انتاریو
استر، انتاریو (به انگلیسی: Estaire, Ontario) یک شهرک در کانادا است که در انتاریو واقع شده‌است.